# Янушковська Тамара Петрівна
Тамара Петрівна Янушковська (Воєйкова) (10 травня 1924, місто Ржев, тепер Тверської області, Російська Федерація) — радянська діячка, профспілкова діячка, голова ЦК профспілки працівників освіти, вищої школи і наукових установ. Член Центральної Ревізійної комісії КПРС у 1966—1971 роках. Кандидат філософських наук.

## Життєпис
У 1941 році закінчила 9 класів середньої школи міста Ржева Калінінської області.
У липні 1941 — серпні 1943 року — в Червоній армії, учасниця німецько-радянської війни. Служила санітарним інструктором військово-санітарного поїзду 1101. Після поранення (в жовтні 1941 року) лікувалася в госпіталі міста Свердловська, служила в політичному відділі 2-ї ударної армії на Волховському фронті.
У 1943—1944 роках — агітатор політичного відділу Московського відділення залізниці.
Член ВКП(б) з 1944 року.
У 1944—1946 роках — на комсомольській роботі: інструктор Дзержинського районного комітету ВЛКСМ міста Москви. Закінчила вечірню середню школу.
У 1946—1951 роках — начальник відділу електродепо, інструктор політичного відділу відділення Калінінської залізниці.
У 1951 році закінчила заочно історичний факультет Московського державного університету імені Ломоносова. Потім навчалася в аспірантурі на філософському факультеті Московського державного педагогічного іиніституту імені Леніна.
У 1955—1958 роках — лектор Київського районного комітету КПРС міста Москви.
У 1958—1963 роках — старший викладач, в.о. доцента кафедри діалектичного та історичного матеріалізму Московського авіаційного інституту імені Серго Орджонікідзе.
У червні 1963 — 1986 року — голова ЦК профспілки працівників освіти, вищої школи і наукових установ.
З 1986 року — на пенсії в Москві.

## Військові звання
- лейтенант адміністративної служби

## Нагороди
- орден Вітчизняної війни ІІ ст. (6.04.1985)
- ордени
- медалі